# Vojtěch Deyl
Vojtěch Deyl (29. března 1947 – 1999) byl český a československý politik, poslanec Sněmovny národů a Sněmovny lidu Federálního shromáždění za Občanské fórum po sametové revoluci.

## Biografie
Roku 1988 se jméno Vojtěch Deyl objevuje mezi signatáři petice, kterou 30 občanů ČSSR adresovalo úřadům a v níž požadují „úpravu tří článků naší ústavy tak, aby tyto články byly v souladu s platnými mezinárodními pakty o lidských právech i s faktickou skutečností života jednotlivců, rodin a společností v naší zemi“. Dopis získal podporu Charty 77.
Profesně je k roku 1990 uváděn jako zaměstnanec ČSD Česká Lípa, bytem Česká Lípa. V roce 1989 se podílel na založení Občanského fóra v České Lípě.
V lednu 1990 zasedl v rámci procesu kooptací do Federálního shromáždění po sametové revoluci do české části Sněmovny národů (volební obvod č. 34 – Liberec-Česká Lípa, Severočeský kraj) jako bezpartijní poslanec, respektive poslanec za Občanské fórum. Ve volbách roku 1990 přešel do Sněmovny lidu. Byl poslancem za OF, později za klub NOF (Nezávislí poslanci Občanského fóra). Ve Federálním shromáždění setrval do voleb roku 1992.